# Сан Микеле (Болцано)
Сан Микеле је насеље у Италији у округу Болцано, региону Трентино-Јужни Тирол.
Према процени из 2011. у насељу је живело 6010 становника. Насеље се налази на надморској висини од 407 м.